# Mosambik
Mosambik (portugalsky Moçambique), plným názvem Mosambická republika (portugalsky República de Moçambique [ʁɛˈpublikɐ di musɐ̃ˈbiki]), je republika v jihovýchodní Africe, sousedící na severu s Tanzanií, na severozápadě s Malawi a Zambií, na západě se Zimbabwe, na jihu se Svazijskem a Jihoafrickou republikou a na východě s Indickým oceánem. Území dnešního Mosambiku objevil v roce 1498 mořeplavec Vasco da Gama a v roce 1505 bylo toto území kolonizováno Portugalskem. V roce 1510 měli Portugalci kontrolu nad všemi bývalými svazijskými sultanáty na pobřeží východní Afriky. Mosambik získal nezávislost v roce 1975, kdy byla vyhlášena Mosambická lidová republika. Nově vzniklý stát byl dějištěm intenzivní občanské války, která probíhala od roku 1977 do roku 1992. Země je členem Společenství portugalsky mluvících zemí, Commonwealthu a je pozorovatelem ve Frankofonii. Demografické ukazatele, jako střední délka života a dětská úmrtnost, patří k nejhorším na světě. Index lidského rozvoje (HDI) patří k nejnižším na světě.

## Dějiny

### Předkoloniální éra
Prvními obyvateli Mosambiku byli Křováci, později přišli do oblasti předci lidu Khoisan. V rozmezí 1.–4. století byla země osídlena lidmi Bantu, kteří přicházeli ze severu od řeky Zambezi. Zabydleli se převážně na náhorních plošinách a podél pobřeží. Tito lidé byli zemědělci a dokázali zpracovávat železo. Nakonec se oblast dostala pod vliv Arabů.
Prvními Evropany, kteří vstoupili na území dnešního Mosambiku, byli v roce 1498 Portugalci pod vedením Vasco da Gamy. Objevili zde arabské osady, které se táhly po celé délce pobřeží. Moc v zemi měl místní sultán. Podle sultána Muça Alebique dostal Mosambik (Moçambique) dokonce i své jméno. Část místních obyvatel přijala islám.

### Koloniální éra

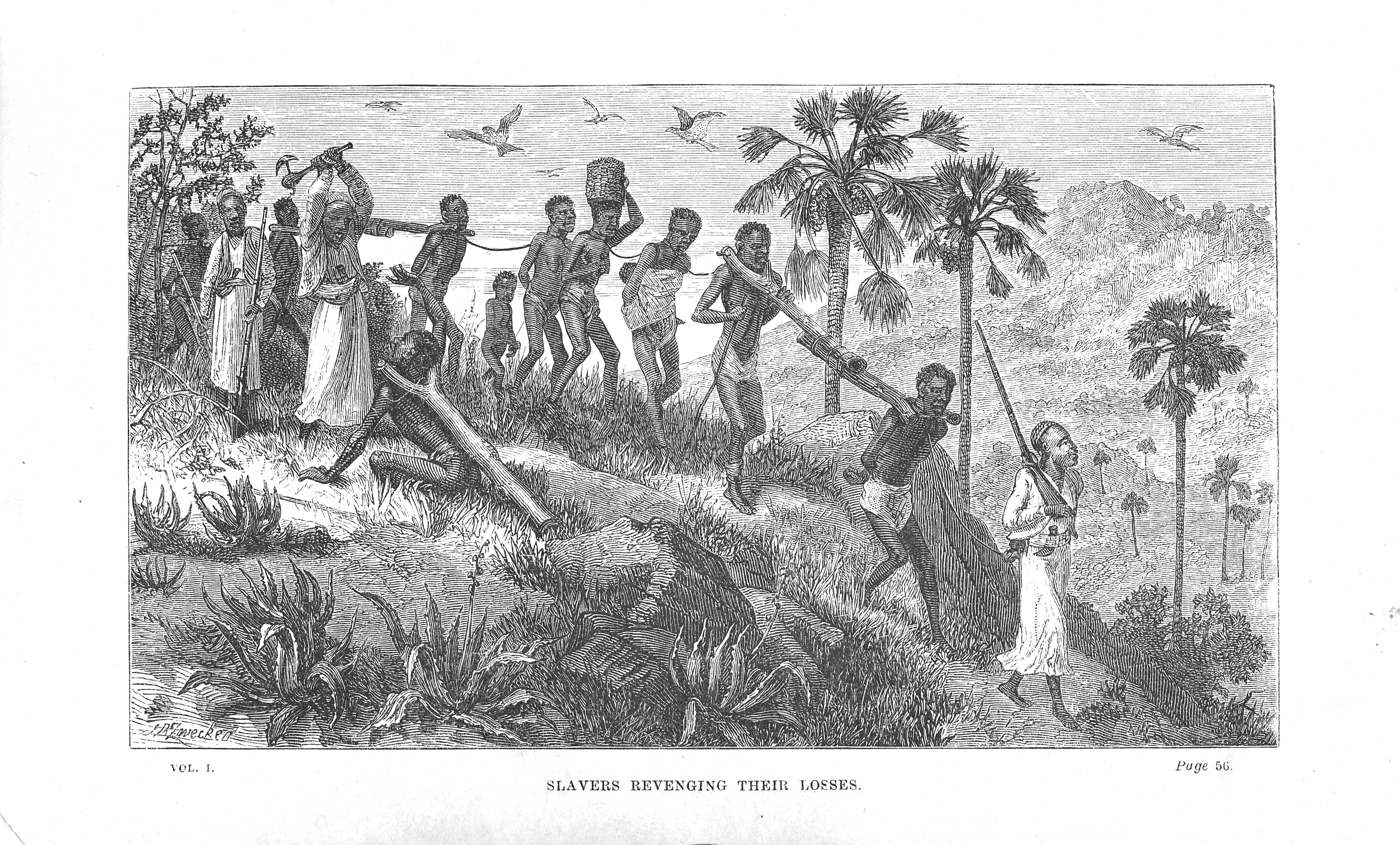
Arabští obchodníci s otroky a jejich kořist u řeky Ruvuma

První Portugalci přišli do Mosambiku kolem roku 1500. V 30. letech 16. století podnikli Portugalci několik výprav do vnitrozemí za účelem najít zlato. Při těchto výpravách založili na řece Zambezi pevnosti Sena a Tete a pokoušeli se ovládnout obchod se zlatem. Portugalci upevňovali a legitimizovali svoje pozice pomocí tzv. prazos (postoupení pozemku). V zemi začal kvést obchod s otroky. Během let 1500–1700 Portugalci obsadili většinu arabských osad na pobřeží. Jejich rozvoji však nepřispělo, když portugalská vláda začala investovat peníze především do kolonií v Indii a v Brazílii. Během 18. a 19. století obnovili Arabové svůj podmaněný obchod na pobřeží. Portugalci byli vytlačeni na jih země. Spousta portugalských prazos začala v polovině 19. století upadat, ale i přes to jich mnoho existovalo nadále. Francouzi a Britové se začali vměšovat do obchodu a politiky oblasti. Ve 20. století změnili Portugalci svoji politiku a proměnili Mosambik na velké soukromé společnosti, které byly financovány především Brity. Tak vznikla Mosambická společnost, Zambezijská společnost a Niassajská společnost. Byla vybudována železnice do sousedních britských kolonií.

### Nezávislost

Portugalské kolonie během portugalské koloniální války

Po druhé světové válce většina evropských zemí nechala své kolonie vyhlásit nezávislost. Jinak však to bylo s Portugalskem. António de Oliveira Salazar, ministerský předseda země, prohlásil portugalské kolonie za zámořské území Portugalska a znemožnil tak cestu kolonií za svobodou. V roce 1962 vznikla v Mosambiku Fronta za osvobození Mosambiku FRELIMO, která od roku 1964 začala bojovat proti portugalským kolonizátorům. Válka se rozšířila i do dalších portugalských kolonií – Angoly a Guineje-Bissau. FRELIMO bylo podporováno Čínou, Sovětským svazem a Alžírem. Portugalci, ač měli vojenskou převahu, nebyli schopni FRELIMO porazit. Na konci 70. let ovládali povstalci většinu mosambického území. V roce 1973 získal Mosambik autonomii; další rok (1974) proběhla v Portugalsku revoluce, kdy byl svržen autoritativní režim již zesnulého Antónia Salazara a země se vrátila k demokracii. Cesta k nezávislosti byla pro Mosambik otevřená. Mnoho Portugalců se vrátilo z Mosambiku do své rodné země (v Mosambiku v roce 1973 žilo na 300 000 etnických Portugalců). V roce 1975 byla vyhlášena Mosambická lidová republika. Komunistický blok, který celou dobu podporoval nezávislost Mosambiku, se dočkal dalšího člena. V Mosambiku byla zavedena vláda jedné strany a země se přihlásila k učení marxismu.

### Občanská válka
V zemi začalo znárodňování průmyslu a přesídlování obyvatel. Původní bylo prohlášeno za zastaralé a nepřijatelné. FRELIMO potřebovalo třídní uspořádání obyvatelstva, protože v zemi žila spousta kmenů a jazykových skupin. Vláda si slibovala, že tak sjednotí zemi. Začala s kampaní, která diskreditovala kmenové náčelníky. FRELIMO však velice podcenilo jejich sílu.
Nespokojenost s vládou a nedůvěra v modernizaci zemi začaly zemi velice rychle rozdělovat. Situace se vyhrotila do té míry, až přerostla v občanskou válku. Prvotním impulzem byla podpora protivládních povstalců v sousední Rhodesii, na kterou Rhodeská vláda odpověděla přímým útokem na mosambické území. Začala se formovat opozice proti marxistické vládě. V roce 1977 vznikl Mosambický národní odpor (RENAMO). Oddíly byly tvořeny převážně lidmi, kteří po úspěchu marxistické vlády utekli ze země. FRELIMO se začalo rychle orientovat na SSSR a odklonilo se od Číny. Dokonce do Mosambiku poslala své vojáky Castrova Kuba. Naopak RENAMO vyhlásilo z počátku boj za demokracii. V průběhu války se Rhodeský režim zhroutil, ale podporu našlo RENAMO v JAR. RENAMO používalo klasický partyzánský boj. Cílem byla infrastruktura měst a silnic, ale útočila i na civilní obyvatelstvo. V roce 1984 utržila RENAMO těžkou ránu, kdy po dohodě Nkomati skončila JAR s podporou rebelů. Smlouva měla ukončit i válku, ale nestalo se tak. V roce 1986 se zapojily do boje proti rebelům jednotky sousední Tanzanie a později i Zimbabwe, ale ten rok zemřel při letecké havárii hlavní vůdce FRELIMO Samaro Machel. Vystřídal ho Joaquim Alberto Chissano. Tento vůdce se odklonil od socialismu a začal FRELIMO orientovat na západní demokratické země. Přesto Mosambik v podstatě přestal mezinárodně existovat. FRELIMO nebylo schopno rebely vytlačit z venkova a naopak rebelové nedokázali na delší dobu obsadit ani jedno z větších měst. Až kolaps východního bloku zakončený rozpadem SSSR a pád politiky apartheidu v JAR daly možnost mírovému řešení konfliktu. V roce 1988 byla obnovena dohoda Nkomati. V roce 1990 byla vydána nová ústava a položeny základy demokracie. V roce 1992 byla mírovou smlouvou z Říma oficiálně ukončena válka mezi RENAMO a FRELIMO.

### Moderní dějiny
RENAMO se transformovalo na politickou stranu a v roce 1994 se konaly první demokratické volby, které vyhrálo FRELIMO. Mosambik se v roce 1995 stal členem Commonwealthu a je tak jediným členem, který není bývalou britskou kolonií. V roce 1998 byly volby bojkotované stranou RENAMO. Byla zpochybněna demokratičnost voleb a v zemi vypukly nepokoje. Mezinárodní pozorovatelé označili volby za spravedlivé. V roce 2004 se stal prezidentem kandidát strany FRELIMO Armando Guebuza.

## Státní symboly

### Vlajka
Mosambická vlajka je tvořena listem o poměru stran 2:3 se třemi vodorovnými pruhy v barvách zelené, černé a žluté, oddělené úzkými, bílými proužky (lemy) o poměru šířek pruhů 10:1:10:1:10. Na žerďové straně je červený klín dosahující do 4/9 délky vlajky, v němž je žlutá pěticípá hvězda, v ní bílá kniha a zcela v popředí zkřížené černé siluety motyky a útočné pušky AK-47 (Kalašnikova).

### Znak
Mosambický státní znak je tvořen knihou, puškou a motykou umístěných na vycházející červené slunce, stylizovanou mapu Mosambiku s oceánem, to vše přes žluté ozubené kolo. Nad kolem je rudá, pěticípá, zlatě lemovaná hvězda a obklopují ho stvol kukuřice a klas cukrové třtiny. Pod znakem je červená stuha s nápisem REPUBLICA DE MOÇAMBIQUE (česky Mosambická republika).

### Hymna
Mosambická hymna je píseň
Pátria Amada. Slova hymny v portugalštině napsal Salomão J. Manhiça.

## Geografie

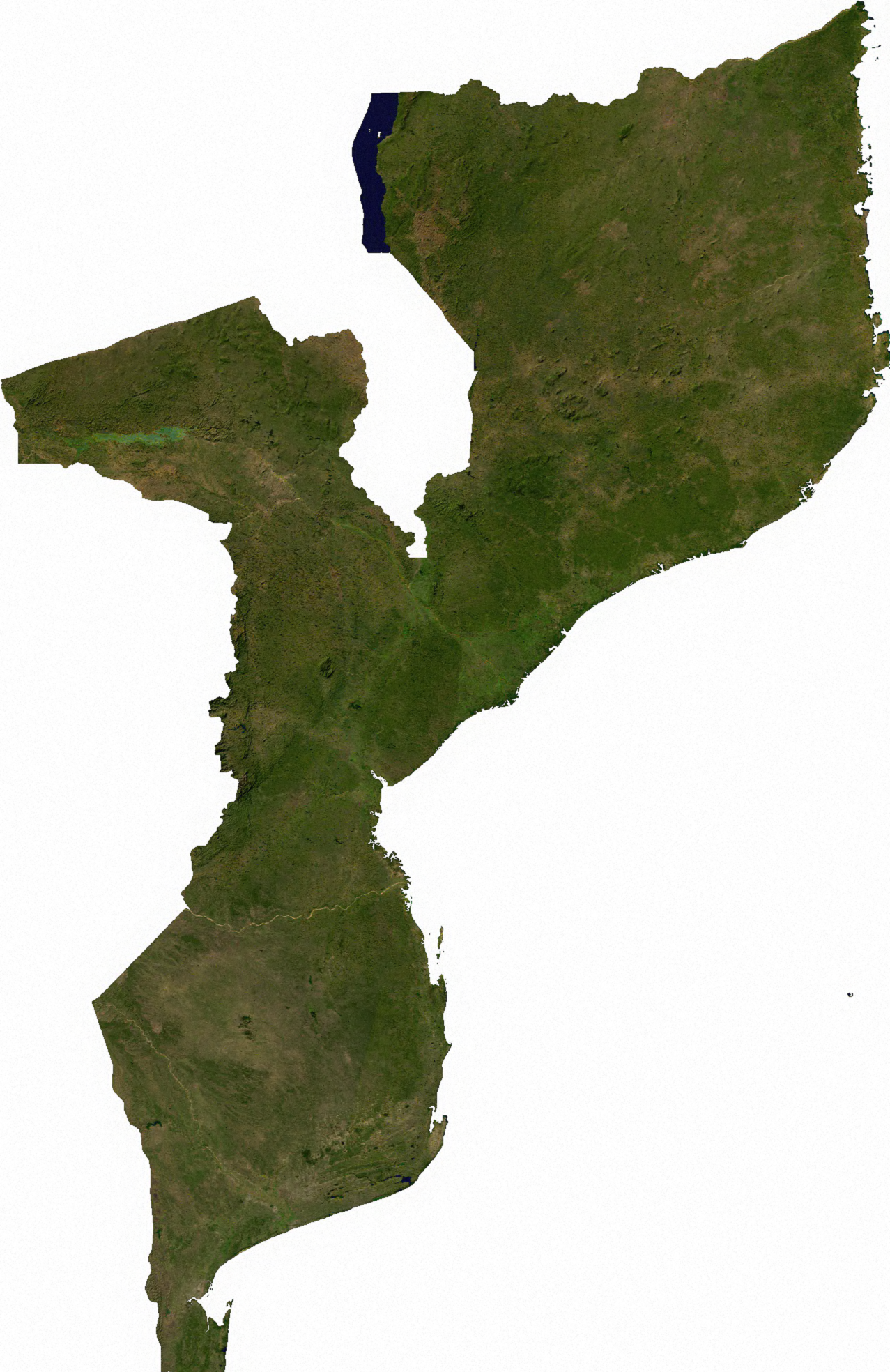
Satelitní snímek Mosambiku

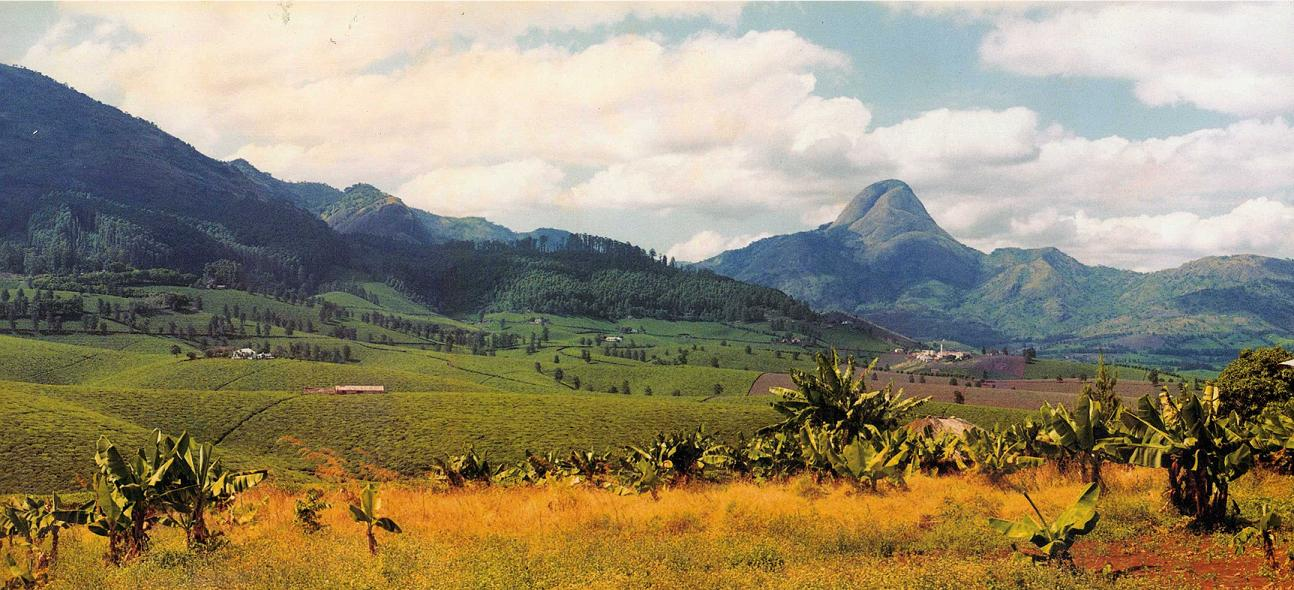
Hora Murresse a čajové plantáže v severním Mosambiku

Mosambik se nachází v jihovýchodní Africe, rozkládá se na ploše 801 590 km² a je tak 35. největší zemí světa (po Pákistánu). Rozlohou je srovnatelný s Tureckem.
Na severu sousedí s Tanzanií, na severozápadě s Malawi a Zambií, na západě se Zimbabwe, na jihu se Svazijskem a Jihoafrickou republikou a na východě s Indickým oceánem. Pobřeží je členité a oplývá skalnatými ostrohy, členitými útesy a písečnými plážemi sousedícími s pobřežními dunami. V oceánu se nachází souostroví Bazaruto, souostroví Quirimbas, ostrov Mosambik a ostrovy Angoche a Inhaca. Mosambik je rozdělen řekou Zambezi na dvě topografické oblasti. Severně od řeky Zambezi se úzké pobřeží směrem do vnitrozemí mění v kopcovitou oblast s nízkými náhorními plošinami a dále na západ jsou vysočiny. Jižně od řeky Zambezi je pobřeží s písečnými plážemi a do vnitrozemí jsou širší nížiny.
Mosambik je odvodňován pěti hlavními řekami a několika menšími. Největší a nejvýznamnější z nich je řeka Zambezi. Na severu země se nachází tři velká jezera, mezi něž patří Niassa, Chiuta a Schirwa. Mezi velká města patří Maputo, Beira, Nampula, Tete, Quelimane, Chimoio, Pemba, Inhambane, Xai-Xai a Lichinga.
Mosambik má tropické podnebí se dvěma ročními obdobími; vlhkým obdobím od října do března a suchým obdobím od dubna do září. Klimatické podmínky se různí v závislosti na nadmořské výšce. Srážky jsou výrazné zejména v pobřežní oblasti a směrem na sever a jih se mírní. Roční úhrn srážek se pohybuje od 500 do 900 mm v závislosti na oblasti. Průměrný roční úhrn srážek pro celou zemi je 590 mm. Pro vlhké období jsou běžné cyklóny. Průměrné teploty se v červenci pohybují v Maputu od 13 °C do 24 °C, zatímco v únoru od 22 °C do 31 °C.

### Města
Níže uvedená jsou města nad 100 tisíc obyvatel:
- Maputo – hlavní město (1 mil. obyvatel)
- Beira (290 000 obyvatel)
- Nampula (210 000 obyvatel)
- Quelimane (184 000 obyvatel)

## Politika

### Přehled nejvyšších představitelů
25. 6. 1975 – 19. 10. 1986 – Samora Moisés Machel – prezident; FRELIMO

19. 10. 1986 – 6. 11. 1986 – Marcelino dos Santos, Joaquim Chissano, Alberto Joaquim Chipande, Armando Guebuza, Jorge Rebelo, Mariano de Araújo Matsinhe, Sebastião Marcos Mabote, Jacinto Soares Veloso, Mário da Graça Machungo, José Óscar Monteiro – úřadující Politické byro Ústředního výboru FRELIMO

6. 11. 1986 – 2. 2. 2005 – Joaquim Chissano – prezident; FRELIMO

2. 2. 2005 – 15. 1. 2015 – Armando Guebuza – prezident; FRELIMO

15. 1. 2015 – 15. 1. 2025 – Filipe Nyusi – prezident; FRELIMO
 
od 15. 1. 2025 – Daniel Chapo – prezident; FRELIMO

### Československo-mosambické vzájemné vztahy[3]
- První vzájemné obchodní styky byly prováděny přes Portugalsko v období mezi první a druhou světovou válkou – do Československa se žádné zboží ani suroviny nedovážely, ČSR vyváželo do Mosambiku ocel, stavební a keramické výrobky, porcelán, chmel, slad, nožířské a krejčovské potřeby, skleněné zboží, zápalky, papírenské zboží, gumovou a koženou obuv, potřeby pro domácnost.
- 1950 Československý vývoz do Mosambiku činil 15 000 tis. USD.
- Od roku 1965 působilo v Lusace (Zambie) obchodní oddělení, které vykonávalo činnost na úseku obchodně politickém a komerčně technickém i pro Mosambik.[4]
- 1966 Československý vývoz do Mosambiku činil 220 000 tis. USD.
- 10. října 1975 uznalo Československo Mosambickou lidovou republiku.
- 5. listopadu 1976 byly navázány diplomatické styky.
- 3. červenec 1978 byly v Maputu podepsány Dlouhodobá obchodní dohoda mezi ČSSR a Mosambikem a Dohoda o vědeckotechnické spolupráci.
- 9. října 1978 byl otevřen zastupitelský úřad Československa v Maputu.
- duben 1979 – návštěva ministra zahraničních věcí ČSSR (B. Chňoupka) v Mosambiku na pozvání ministra zahraničních věcí Mosambiku Joaquima Alberta Chissana

## Ekonomika

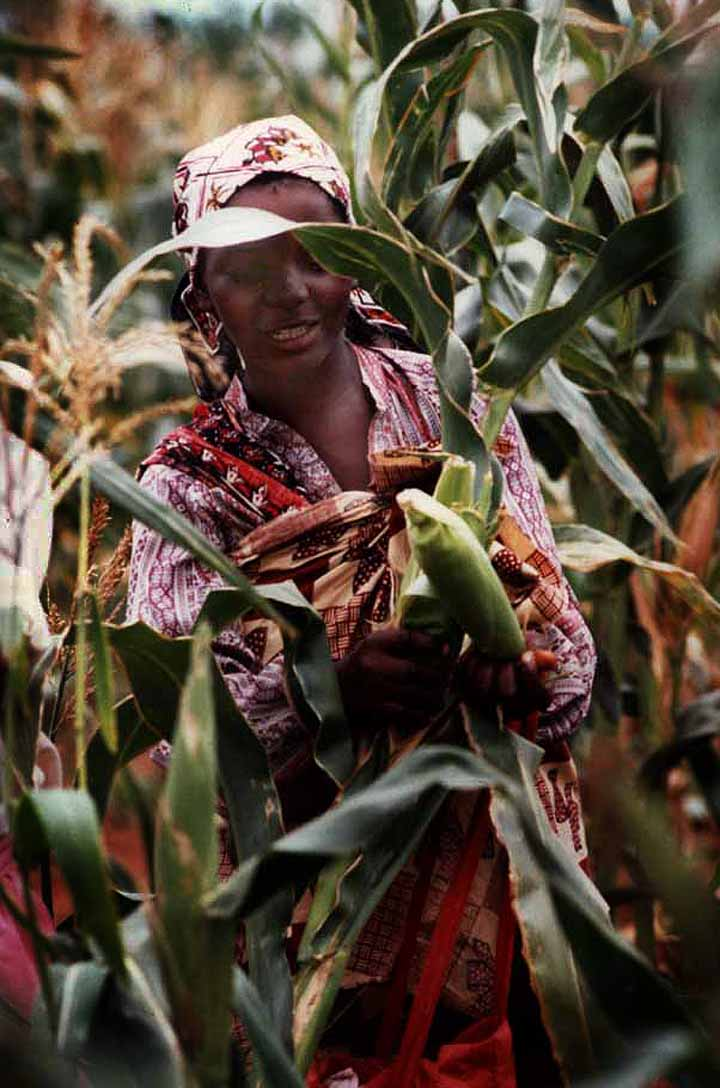
Sklizeň kukuřice

Hlavní obchodní vztahy jsou s Portugalskem a Jihoafrickou republikou. Vyváží se především zemědělské plodiny – 81 % lidí pracuje v zemědělství, přesto se ale musí dovážet potraviny. Dováží se také ropa. HDP na obyvatele dosahoval v roce 2021 1 330 amerických dolarů. Mosambik zaznamenává dlouhodobě vysoké schodky státního rozpočtu kvůli vysokému zadlužování a aktuálně také z důvodu pandemie covidu-19. V roce 2020 schodek dosáhl 13,3 % HDP a v roce 2021 se očekávalo mírné zlepšení na 11,2 %. Zda se zvýší příjmy do státního rozpočtu v blízké budoucnosti zatím není jasné z důvodu bezpečnostní situace na severu země a chladného přístupu zahraničních investorů k zahájení projektů na výrobu zkapalněného plynu. Mosambik se nachází v dluhové krizi, která eskalovala v roce 2016 a 2017 a veřejný dluh zaznamenal výrazný nárůst. V roce 2020 dosáhl 91,3 % HDP a v roce 2021 se očekává jeho další nárůst na 105,1 % HDP. U obchodní bilance se v roce 2020 prohloubil její schodek na −2 295 mil. USD, a to z důvodu pandemie covidu-19, poklesu poptávky a světových cen (např. uhlí) i kvůli mírnému propadu ekonomiky. Schodek bilance služeb se naopak mírně zlepšil na −1 776 mil. USD. Mosambiku pomáhá MMF a Světová banka.

## Obyvatelstvo
Obyvatelstvo se dělí do mnoha kmenů, mezi ty nejvýznamnější patří Makukové a Tsongové, potom také Malawijci, Šonové a Makondové. Většina obyvatelstva žije na venkově. Údajné snahy socialistických revolucionářů o zvýšení gramotnosti se nepodařily, dnes je gramotných jen 40 % Mosambičanů. 70 % obyvatel vyznává lidová náboženství (tj. domorodé africké kulty), katolíků je zde 20 %. Dále zde žijí protestanti (např. presbyteriáni) a muslimové. Úředním jazykem v Mosambiku je portugalština.